# جاك تومسون (لاعب كرة قدم أسترالية)
جاك تومسون (بالإنجليزية: Jack Thomson)‏ هو لاعب كرة قدم أسترالية أسترالي، ولد في 22 يناير 1929.

## وصلات خارجية
- جاك تومسون على موقع AustralianFootball.com (الإنجليزية)
- جاك تومسون على موقع AFLtables.com (الإنجليزية)